# The Wall Between (film 1914)
The Wall Between è un cortometraggio muto del 1914. Il nome del regista non viene riportato nei credit del film che, prodotto da Fred J. Balshofer, era interpretato da Robert Z. Leonard, Loyola O'Connor e i piccoli Chandler House e Carmen De Rue.

## Produzione
Il film fu prodotto dalla Sterling Film Company.

## Distribuzione
Distribuito dall'Universal Film Manufacturing Company, il film - un cortometraggio di una bobina - uscì nelle sale cinematografiche USA il 2 novembre 1914.